# Lijst van voetbalinterlands Bosnië en Herzegovina - Israël
Deze lijst van voetbalinterlands is een overzicht van alle officiële voetbalwedstrijden tussen de nationale teams van Bosnië en Herzegovina en Israël. De landen speelden tot op heden vier keer tegen elkaar, te beginnen met een kwalificatiewedstrijd voor het Wereldkampioenschap voetbal 2002 op 11 oktober 2000 in Tel Aviv. Het laatste duel, een kwalificatiewedstrijd voor het Europees kampioenschap voetbal 2016, werd gespeeld in Zenica op 12 juni 2015.

## Wedstrijden
| № | Plaats   | Datum            | Competitie           | Wedstrijd                      | Uitslag |
| - | -------- | ---------------- | -------------------- | ------------------------------ | ------- |
| 1 | Tel Aviv | 11 oktober 2000  | WK 2002 kwalificatie | Israël – Bosnië en Herzegovina | 3 – 1   |
| 2 | Sarajevo | 1 september 2001 | WK 2002 kwalificatie | Bosnië en Herzegovina – Israël | 0 – 0   |
| 3 | Haifa    | 16 november 2014 | EK 2016 kwalificatie | Israël – Bosnië en Herzegovina | 3 – 0   |
| 4 | Zenica   | 12 juni 2015     | EK 2016 kwalificatie | Bosnië en Herzegovina – Israël | 3 – 1   |

## Samenvatting
| Competitie      | Totaal gespeeld | Winst Bosnië en Her. | Gelijk | Winst Israël | Doelsaldo Bosnië en Her. – Israël |
| --------------- | --------------- | -------------------- | ------ | ------------ | --------------------------------- |
| WK-kwalificatie | 2               | 0                    | 1      | 1            | 1 − 3                             |
| EK-kwalificatie | 2               | 1                    | 0      | 1            | 3 − 4                             |
| Totaal          | 4               | 1                    | 1      | 2            | 4 − 7                             |

Wedstrijden bepaald door strafschoppen worden, in lijn met de FIFA, als een gelijkspel gerekend.

## Details

### Eerste ontmoeting
| WK 2002 kwalificatie (Tel Aviv, Israël, 11 oktober 2000): |              |                             |
| Israël                                                    | 3 – 1        | Bosnië en Herzegovina       |
| Eyal Berkovich 12' Yossi Abuksis 62' Yaniv Katan 76'      | goals        | 48' Bruno Akrapović         |
|                                                           | rode kaarten | 71', 89' Hasan Salihamidžić |

### Tweede ontmoeting
| WK 2002 kwalificatie (Sarajevo, Bosnië en Herzegovina, 1 september 2001): |       |        |
| Bosnië en Herzegovina                                                     | 0 – 0 | Israël |
|                                                                           | goals |        |

### Derde ontmoeting
| EK 2016 kwalificatie (scheidsrechter Antonio Mateu Lahoz, Haifa, 16 november 2014):                                                                          |              | |
| Israël | 3 – 0        | Bosnië en Herzegovina |
| Gil Vermouth 36' Omer Damari 45' Eran Zahavi 70' | goals        | |
| Eli Guttman | bondscoach   | Safet Sušić |
| Ofir Marciano Tal Ben-Haim Eyal Meshumar Omri Ben Harush 78' Eitan Tibi Gil Vermouth 70' Bibras Natkho 74' Sheran Yeini Omer Damari Tal Ben-Haim Eran Zahavi | opstellingen | Asmir Begović Emir Spahić 46' Mensur Mujdža Toni Šunjić 46' Muhamed Bešić Haris Međunjanin Anel Hadžić 62' Miralem Pjanić Senad Lulić Izet Hajrović Zoran Kvržić |
| Lior Refaelov 70' Nir Bitton 74' Ofir Davidadza 78' | wissels      | 46' Edin Višća 46' Sanjin Prcić 62' Gojko Cimirot |
| Tal Ben-Haim 17' Sheran Yeini 27' Nir Bitton 84' | gele kaarten | 87' Emir Spahić |
| | rode kaarten | , 48' Toni Šunjić |

### Vierde ontmoeting
| EK 2016 kwalificatie (scheidsrechter Ruddy Buquet, Zenica, 12 juni 2015):                                                                                         |              | |
| Bosnië en Herzegovina | 3 – 1        | Israël |
| Edin Višća 42' Edin Džeko 45+2' (pen.) Edin Višća 75' | goals        | 41' Tal Ben Haim |
| Mehmed Baždarević | bondscoach   | Eli Guttman |
| Asmir Begović Emir Spahić Mensur Mujdža Ognjen Vranješ Muhamed Bešić Sead Kolašinac Haris Međunjanin Miralem Pjanić 88' Edin Višća 80' Edin Džeko Senad Lulić 85' | opstellingen | Ofir Marciano Tal Ben-Haim Orel Dgani Omri Ben Harush Rami Gershon Bibras Natkho Eran Zahavi 46' Sheran Yeini 80' Nir Bitton Tal Ben Haim 62' Ben Sahar |
| Izet Hajrović 80' Anel Hadžić 85' Vedad Ibišević 88' | wissels      | 46' Omer Damari 62' Maor Buzaglo 80' Roei Kaat |
| Haris Međunjanin 50' | gele kaarten | 45+1' Sheran Yeini 72' Omri Ben Harush 82' Tal Ben-Haim                                                                                                 |
| - Debuut van Roei Kaat (Hapoel Ironi Kiryat Shmona) voor Israël.                                                                                                  |              | |